# Le Loup et le Chasseur
Le Loup et le Chasseur est la vingt-septième fable du livre VIII de Jean de La Fontaine situé dans le second recueil des Fables de La Fontaine, édité pour la première fois en 1678.sont mouvement littéraire est le classicisme 

## Texte de la fable

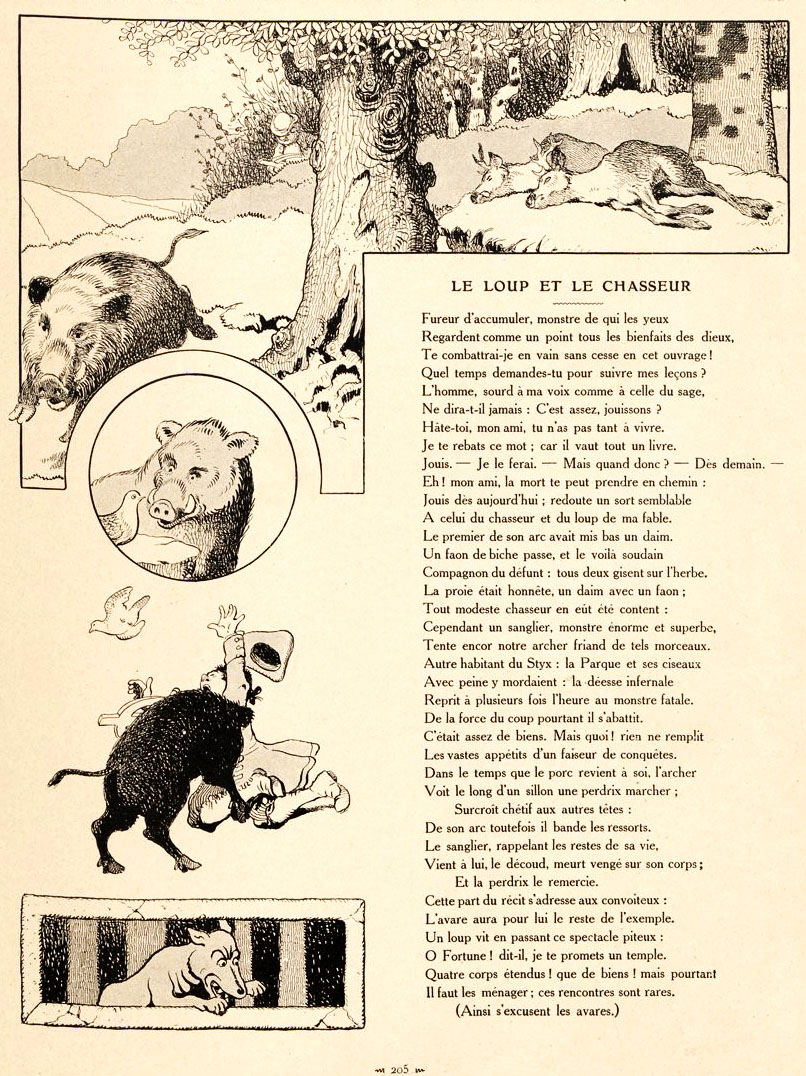
Dessins de Benjamin Rabier (1906)

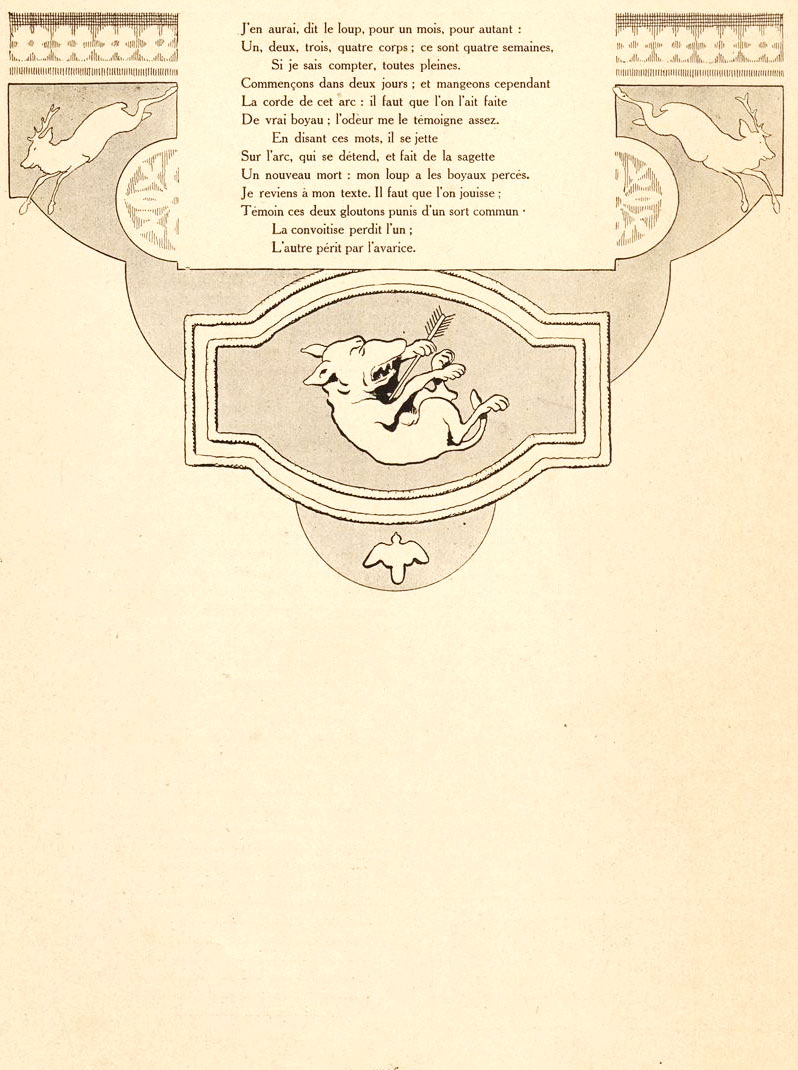
Dessins de Benjamin Rabier (1906)

Fureur d’accumuler, monstre de qui les yeux

Regardent comme un point tous les bienfaits des Dieux,

Te combattrai-je en vain sans cesse en cet ouvrage ?

Quel temps demandes-tu pour suivre mes leçons ?

L’homme sourd à ma voix, comme à celle du sage,

Ne dira-t-il jamais : C’est assez, jouissons ?

Hâte-toi, mon ami ; Tu n’as pas tant à vivre.

Je te rebats ce mot ; car il vaut tout un livre.

Jouis. Je le ferai. Mais quand donc ? Dès demain.

Eh mon ami, la mort te peut prendre en chemin.

Jouis dès aujourd’hui : redoute un sort semblable

À celui du Chasseur et du Loup de ma fable.

Le premier de son arc avait mis bas un Daim.

Un Faon de Biche passe, et le voilà soudain

Compagnon du défunt ; tous deux gisent sur l’herbe.

La proie était honnête ; un Dain avec un Faon,

Tout modeste Chasseur en eût été content :

Cependant un Sanglier, monstre énorme et superbe,

Tente encor notre Archer, friand de tels morceaux.

Autre habitant du Styx : la Parque et ses ciseaux

Avec peine y mordaient ; la Déesse infernale

Reprit à plusieurs fois l’heure au monstre fatale.

De la force du coup pourtant il s’abattit.

C’était assez de biens ; mais quoi, rien ne remplit

Les vastes appétits d’un faiseur de conquêtes.

Dans le temps que le Porc revient à soi, l’Archer

Voit le long d’un sillon une perdrix marcher,

Surcroît chétif aux autres têtes.

De son arc toutefois il bande les ressorts.

Le Sanglier, rappelant les restes de sa vie,

Vient à lui, le découd, meurt vengé sur son corps :

Et la Perdrix le remercie.

Cette part du récit s’adresse au convoiteux,

L’avare aura pour lui le reste de l’exemple.

Un Loup vit en passant ce spectacle piteux.

Ô fortune, dit-il, je te promets un temple.

Quatre corps étendus ! que de biens ! mais pourtant

Il faut les ménager, ces rencontres sont rares.

(Ainsi s’excusent les avares,)

J’en aurai, dit le Loup, pour un mois, pour autant.

Un, deux, trois, quatre corps, ce sont quatre semaines,

Si je sais compter, toutes pleines.

Commençons dans deux jours ; et mangeons cependant

La corde de cet arc ; il faut que l’on l’ait faite

De vrai boyau ; l’odeur me le témoigne assez.

En disant ces mots il se jette

Sur l’arc  qui se détend, et fait de la sagette

Un nouveau mort, mon Loup a les boyaux percés.

Je reviens à mon texte : il faut que l’on jouisse ;

Témoin ces deux gloutons punis d’un sort commun ;

La convoitise perdit l’un ;

L’autre périt par l’avarice.
— Jean de La Fontaine, Fables de La Fontaine, Le Loup et le Chasseur, texte établi par Jean-Pierre Collinet, Fables, contes et nouvelles, Gallimard, « Bibliothèque de la Pléiade », 1991, p. 340